# Szymanski算法
Szymanski算法是解决多个线程并发访问一个共享资源的互斥问题的一个算法。由Boleslaw Szymanski于1988年提出。该算法具有很多优良性能，如线性等待，解决了由Leslie Lamport提出的开问题。

## 算法的类比解释
该算法可以用等候室(waiting room)做一个直观地类比。等候室有一个入口门与一个出口门。起初，入口门是打开的。所有想要进入临界区的线程在差不多同一时间由入口进入等候室。最后一个进入的线程负责关闭进口门。然后在等候室的线程根据优先级高低依次进入临界区。最后退出临界区的线程负责打开入口门。

## 算法的实现
每个线程有一个flag变量表示该线程所处的状态。规定其含义为：
- 0:  在外面，未申请访问临界区
- 1:  在入口门外等待
- 2:  在入口门内等待其它提出申请的进程都进入入口门
- 3:  正在进入入口门
- 4:  入口门关闭，在等候室里等待进入临界区，或正在访问临界区

可以把这些flag变量表示为一个数组，共有n个元素。每个进程只写属于自己的flag数组元素，只读取其它线程的flag数组元素。这种“单独写”策略有助于提高cache性能。入口门的状态由所有的flag变量共同确定。
算法的伪代码实现:
```
#进入临界区的协议：

flag
[
self
]
 
←
 
1
                    
#站在入口门外，申请进入等候室

await_until
(
all
 
flag
[
1.
.
N
]
 
∈
 
{
0
,
 
1
,
 
2
})
 
#等待入口门打开。即不存在有进程处于3、4状态，包括正在进门、正在使用临界区

flag
[
self
]
 
←
 
3
                    
#站在入口门处，即正在进入。

if
 
any
 
flag
[
1.
.
N
]
 
=
 
1
:
            
#如果还有在入口门外等待进入的线程

    
flag
[
self
]
 
←
 
2
                
#把自己置为在入口门内，等待所有提出申请的线程都完成进入等候室

    
await_until
(
any
 
flag
[
1.
.
N
]
 
=
 
4
)
     
#等待最后进门的线程关闭入口门

flag
[
self
]
 
←
 
4
                    
#门处于关闭状态，线程在等候室

await_until
(
all
 
flag
[
1.
.
self
-
1
]
 
∈
 
{
0
,
 
1
})
   
#等待所有具有更高优先级的线程访问完临界区，退出等候室

#这里是临界区

#...

#退出临界区的协议

await_until
(
all
 
flag
[
self
+
1.
.
N
]
 
∈
 
{
0
,
 
1
,
 
4
})
 
#确保所有比自己优先级低的已经通过入口门的线程都进入了等候室

flag
[
self
]
 
←
 
0
 
#离开等候室，如果自己是最后离开的，则入口门被打开

```

上述伪代码中的"all"与"any"分别表示"所有"与"存在". 
该算法容易直观理解其正确性。但是其正确性的形式验证比较难。一些文献给出了形式验证.